# Из ночи в утро
«Из ночи в утро» (англ. Night Into Morning) — американский драматический фильм режиссёра Флетчера Маркла, который вышел на экраны в 1951 году.
Фильм рассказывает о профессоре колледжа Филлипе Эйнли (Рэй Милланд), любимая жена и десятилетний сын которого погибают при взрыве в собственном доме. Коллеги и друзья профессора пытаются всячески поддержать убитого горем Филлипа, однако после нескольких неудачных попыток самоубийства он погружается в пьянство. В последний момент, когда Филлип готов выброситься из окна, его близкая подруга (Нэнси Дэвис), которая сама пережила гибель любимого мужа на фронте, находит слова, чтобы убедить его продолжать жить и работать.
Критики высоко оценили значимость поднятой в фильме темы, реалистическую достоверность ряда сцен, а также великолепную игру Рэя Милланда в главной роли. При этом было указано на излишнюю банальность и сентиментальность некоторых сцен, а также на неубедительный и фальшивый финал.
Рэй Милланд сыграл в фильме роль спивающегося интеллигента, аналогичную своей роли в фильме «Потерянный уикэнд» (1945), которая принесла ему «Оскар».

## Сюжет
Однажды утром весёлый, доброжелательный профессор английского языка одного из калифорнийских колледжей Филлип Эйнли (Рэй Милланд) получает письмо с предложением престижной должности в Йельском университете. Перед уходом на работу он тепло прощается с любимой женой Энн (Розмари Декамп). Вечером они планируют пойти на популярный мюзикл, раздумывая, на кого можно оставить их десятилетнего сына Тимми. На кафедре Фил встречает своего лучшего друга и коллегу Тома Лоури (Джон Ходяк) и его невесту, секретаря кафедры Кэтрин Мид (Нэнси Дэвис), муж которой, военный лётчик, в своё время погиб на фронте. У Тома и Кэтрин уже есть планы на вечер, и Фил не говорит им о Тимми. Перед началом занятий Фил просит своего студента, звезду местной футбольной команды «Чака» Холландера (Джонатан Котт) вместе со своей подружкой Дотти Фелпс (Доун Аддамс) посидеть вечером с Тимми, и они с радостью соглашаются. Фил начинает очередной семинар о Шекспире, доброжелательно обсуждая с Чаком и Дотти трактовку фрагмента его пьесы. Неожиданно раздаётся грохот от мощного взрыва, однако первоначально Фил старается не обращать на это внимание, продолжая занятие. Вскоре на урок вбегает группа людей во главе с Кэтрин, которая сообщает Филу, что взрыв произошёл в его доме. Фил немедленно бежит домой, где выясняется, что в результате взрыва газовой печи Энн и Тимми погибли, а дом разрушен.
На похоронах подавленный Фил старается держаться, однако Кэтрин, которая пережила сходную трагедию с гибелью своего мужа, наблюдает за Филом с тревогой. Проводив после панихиды родителей Энн, Сэма (Гарри Энтрим) и Маргарет (Кэтрин Уоррен), Фил остаётся в церкви один. Он направляется к колокольни, поднимается на самый верх и думает о том, чтобы прыгнуть вниз, покончив жизнь самоубийством. Однако в этот момент с ним заговаривает поднявшийся смотритель колокольни, невольно сбивая Фила с мыслей о самоубийстве. Несмотря на многочисленные предложения друзей пожить временно у них, Фил переселяется в местную гостиницу, проводя вечер за выпивкой и размышлениями о самоубийстве. На следующий день, когда Кэтрин уже собиралась объявить об отмене семинара Фила, он неожиданно появляется в классе. Он продолжает семинар с того места, на котором остановился в прошлый раз, на этот раз довольно резко полемизируя с Чаком относительно фрагмента из «Ричарда II». Видя, что Филу трудно справляться со своими эмоциями, завкафедрой Хорас Снайдер (Льюис Стоун) и коллеги Фила предлагают ему некоторое время отдохнуть и восстановиться после своей утраты. Том, в частности, предлагает Филу поехать вместе в тихое место, где у его друга есть небольшой дом. Однако Фил никак не реагирует на предложения друзей. Позднее тем же днём Фил вместе с Кэтрин на станции провожает родителей Энн, которые уезжают после похорон. Маргарет утешает Фила и призывает его продолжать жить и полюбить снова, однако Фил лишь молча выслушивает её слова.
Проходит несколько недель, во время которых Фил почти ежедневно приходит посмотреть на свой бывший дом, не в силах расстаться с воспоминаниями о жене и сыне. Вечера он проводит в пьянстве в баре своей гостиницы. Кэтрин пытается как-то помочь Филу, однако это постепенно начинает вызывать ревнивость у Тома, который считает, что они сделали, что могли, и теперь Филу самому надо найти способ вернуться к нормальной жизни. Однажды вечером Том приходит в гостиничный бар к пьяному Филу, говоря, что тот превращается в пьяницу. Он советует другу сменить обстановку, и пока есть такая возможность перебраться на работу в Йелль. На следующий день, когда Кэтрин, наконец, убеждает Фила заказать надгробные камни для Энн и Тимми, она видит, как Фил с трудом удерживает себя в рамках. Видя переживания Кэтрин, у которой по-прежнему сильны воспоминания по поводу гибели её собственного мужа, Том мягко говорит ей, что Фил должен сам со всем справиться. Вечером в гостинице Фил знакомится с привлекательной, сексуальной женщиной (Джин Хэген), которая приглашает его в свой номер и откровенно с ним заигрывает. Однако Фил остаётся к ней совершенно холоден и уходит к себе проверять экзаменационные работы.
На следующее утро Чак, которому Фил всегда симпатизировал, на кафедре просит Кэтрин посмотреть, сдал ли он последний экзамен. По лицу Кэтрин он понимает, что не получил ту оценку, которая позволит ему закончить колледж и получить тренерскую работу. По просьбе Чака Кэтрин говорит с Филом, но тот отказывается пересмотреть оценку. Видя, как Кэтрин и Фил беседуют, Том заключает, что Кэтрин отступила от своего обещания и снова пытается участвовать в жизни Фила. Своим видом Том демонстрирует недовольство и уходит. Поняв, в чём дело, Фил говорит Кэтрин, чтобы она немедленно догнала Тома и объяснилась с ним. Кэтрин заверяет Тома, что по-настоящему любит только его. Том просит прощения за то, что ревновал её к Филу, и они решают пожениться в ближайшую субботу. Поздно вечером Дотти, верная подружка Чака, приходит в гостиничный бару к Филу, надеясь уговорить его изменить своё решение по оценке Чаку. Изрядно напившийся Фил начинает ей советовать не жениться, чтобы затем не испытывать таких страданий, как он. Тем не менее, видя состояние Дотти, Фил решает прямо сейчас поехать на кафедру и заново просмотреть экзаменационную работу Чака, исправив оценку, если Дотти убедит его в этом. Хотя Фил слишком пьян, чтобы вести машину, он не соглашается пускать Дотти за руль, и садится сам. На первом же перекрёстке он не справляется с управлением и врезается в магазинную витрину. Хотя в аварии никто не пострадал, Фила задерживают и помещают в камеру с другими задержанными за пьянство. На следующее утро проходит суд, на котором Фила обвиняют в пьяном вождении. Судья считает, что Фил заслуживает максимального наказания в 6 месяцев тюрьмы и 500 долларов штрафа. Однако благодаря ходатайству Снайдера, Тома и других членов кафедры, судья отпускает Фила на испытательный срок с прослушиванием лекций по правилам вождения.
Выйдя на свободу, Фил заявляет Снайдеру о своей отставке, но завкафедрой отказывается её принять. Том предлагает Филу побыть с ним, однако тот отказывается. Оставшись один, Фил направляется в парикмахерскую, где приводит себя в порядок. Затем он посещает банк, оформляя завещание, по которому оставляет всё, что ему принадлежит, Кэтрин и Тому. Фил просит закончить оформление завещания в течение дня, после чего возвращается к дому, где дарит велосипед Тимми его лучшему другу. После этого Фил приходит к Чаку, предлагая ему ещё раз сдать экзамен. Поставив Чаку проходной балл, Фил затем заходит попрощаться к Тому и Кэтрин. Он говорит, что уезжает, однако отказывается сказать, куда он уезжает и с какой целью.
После ухода Фила, Кэтрин, почувствовав неладное, говорит Тому, что Фил решил себя убить. Тома это злит, и он заявляет, что её чувства к Филу вбивают клин в их отношения, после чего уходит из дома. Тем временем Фил возвращается в гостиничный номер, пишет предсмертную записку и открывает окно. Когда он уже собирается прыгнуть, в комнату заходит Кэтрин, останавливая его. Она говорит, что однажды чувствовала себя точно так же, как он, но остановилась, когда поняла, что её муж хотел бы, чтобы она продолжала жить. В конце концов, осознав, что Энн и Тимми хотели бы того же, Фил отходит от окна. Некоторое время спустя Фил неожиданно навещает Тома, рассказывая ему о том, что произошло. После того, как Фил уверяет Тома, что Кэтрин любит только его, Том признаёт, что был неправ по отношению к ней. Он просит Фила на какое-то время остаться. На следующее утро студенты видят на семинаре прежнего доброго и остроумного преподавателя, каким они знали Фила ранее. Объявив группе, что все сдали экзамен, Фил благодарит всех за помощь и на этом завершает семинар.

## В ролях
- Рэй Милланд — Филлип Эйнли
- Джон Ходяк — Том Лоури
- Нэнси Дэвис — Кэтрин Мид
- Льюис Стоун — доктор Хорас Снайдер
- Джин Хэген — соседка в гостинице
- Розмари Декамп — Энни Эйнли
- Доун Аддамс — Дотти Фелпс
- Джонатан Котт — Чак Холдерсон
- Силия Ловски — миссис Нимоллер
- Гордон Геберт — Расс Кёрби
- Гарри Энтрим — Сэм Андерсен
- Кэтрин Уоррен — Маргарет Андерсен
- Мэри Лоуренс — Эдит Боттомли
- Херб Вирган — Джо

## Создатели фильма и исполнители главных ролей
Режиссёр фильма Флетчер Маркл в общей сложности поставил всего четыре фильма, среди которых фильм нуар «Мозаика» (1949) и криминальный триллер «Человек в плаще» (1951), большую часть творческой карьеры проработав сценаристом и продюсером на телевидении.
Актёр Рэй Милланд сыграл главные роли в таких памятных фильмах, как «Красавчик Жест» (1939), «Майор и малютка» (1942), «Незваные» (1944), «Большие часы» (1948) и «Потерянный уикэнд» (1945), который принёс ему «Оскар» за лучшую мужскую роль. Затем, по словам историка кино Фрэнка Миллера, у Милланда последовала «череда скромных романтических комедий и небольших детективных картин», после чего актёр «вернулся на знакомую почву с этой драмой». Позднее Милланд получил ещё несколько сильных ролей, в частности, в фильме «В случае убийства набирайте „М“» (1954), но «в конце концов сам занялся режиссурой, поставив такие интересные жанровые фильмы, как „Взломщик сейфов“ (1958) и „Паника в нулевом году“ (1962)». В последнем фильме он снова работал со своей партнёршей по этому фильму Джин Хэген.
Нэнси Дэвис начала кинокарьеру в 1949 году, сыграв до 1958 года в 11 фильмах, среди которых наиболее заметными были «Тень на стене» (1949), «Тень в небе» (1952), «Разговор о незнакомце» (1952), «Мозг Донована» (1953) и «Морские ведьмы» (1957), в котором она сыграла со своим мужем Рональдом Рейганом. Как написал Миллер, перед фильмом «Из ночи в утро» Нэнси Дэвис сыграла главную женскую роль в фильме «Следующий голос, который вы услышите» (1950), который стал «крупнейшим провалом Metro-Goldwyn-Mayer в истории студии». Как замечает Миллер, «если бы этот фильм стал большим хитом, он мог бы изменить будущее нации». Ведь Дэвис была контрактной актрисой студии, «жаждавшей звёздного экранного статуса». Однако в то время студия, столкнувшись со снижением кассовых сборов и конкуренцией со стороны телевидения, стала сокращать списки своих контрактных актёров. В 1952 году MGM разорвала контракт с Дэвис, которая как раз готовилась к свадьбе с Рональдом Рейганом. Как пишет Миллер, «поскольку цель достичь звездного статуса стала для неё недостижима, самым подходящим для неё стало посвятить свою значительную энергию поддержке политических амбиций своего мужа».

## История создания фильма
Рабочими названиями этого фильма были «Любящие люди» (англ.  People in Love) и «Люди, которых мы любим» (англ. People We Love).
Съёмки фильма проходили в кампусе Калифорнийского университета в Беркли. Фильм находился в производстве с 27 ноября 1950 года по 11 января 1951 года и вышел в прокат 8 июня 1951 года.
По мнению Миллера, в этой картине «Дэвис сыграла одну из своих лучших драматических ролей в кино», создав образ симпатичного секретаря колледжа, которая пытается помочь Милланду преодолеть его кризис. Сцена, в которой она убеждает его не совершать самоубийство, «была особенно удачной. Она сделала эту длинную драматическую сцену за один дубль, и благодаря этому достижению называла эту картину своим любимым фильмом».
Как далее пишет Миллер, помимо собственной отличной игры, Дэвис также помогла своему партнёру Джону Ходяку сыграть в одной нетипично весёлой сцене фильма. Ходяк был очень серьёзным актёром, который редко появлялся в комедиях. В одной сцене в фильме ему надо было смеяться, когда он вместе с Дэвис спускается по лестнице. Первые несколько дублей у него не было проблем, но с каждым последующим разом его смех становился все более и более натянутым. Наконец, режиссёр Флетчер Маркл отвел Дэвис в сторону и попросил ее сделать что-нибудь, чтобы помочь Ходяку рассмеяться. «Съёмочная группа приготовилась к еще одному дублю, и как раз перед тем, как Дэвис и Ходяка начали снимать, она прошептала: „Пупок“. Ходяк разразился смехом, и режиссёр, наконец, получил то, что хотел».

## Оценка фильма критикой
Как написал после выхода фильма обозреватель «Нью-Йорк Таймс» Босли Краузер, «одно из самых тяжёлых переживаний для человека, а именно смерть любимого человека и последующее за этим приспособление к жизни, рассматривается с достойным состраданием и простой драматической ясностью в этом фильме». По мнению критика, «безусловно, самая сильная и убедительная часть этого меланхоличного фильма — первая половина или около того, в которой подробно описан первый шок и отчаяние мужа от горя. Эта тяжёлая драма представлена с замечательной сдержанностью и подлинной достоверностью». Как далее пишет Краузер, игра Милланда спокойна и уверенна, а откровенная режиссура Флетчера Маркла рассматривает аспекты личной трагедии в их бытовых формах. «Дом, кампус колледжа, обыденность повседневной жизни преподавателей и студентов колледжа изображены верно и честно. Именно по этой причине трагедия героя становится столь реальной и осязаемой». Однако, как далее пишет Краузер, авторы сценария «не удержали всю драму на том уровне, на котором она начиналась. Наметив с очевидным пониманием начальные стадии всепоглощающего горя, они позволили последующему поведению своей жертвы стать немного слишком романтичным и банальным». В итоге, «драма переходит в болезненный водоворот чувств и жалости персонажа к себе… А окончательное спасение персонажа — это приглаженный и неубедительный ход на потребу публике».
Современный историк кино Крейг Батлер отметил, что «фильм хорош своей необычностью». По его мнению, ясно, что кто-то из создателей фильма связан лично с «этой историей о человеке, чья жизнь становится бессмысленной после разрушительной потери жены и ребенка, поскольку некоторые сцены обладают эмоциональной честностью, которая вполне реальна и производит эмоциональное воздействие». Однако, «к сожалению, эти сцены окружены другими, которые варьируются от манипулятивных до банальных и просто раздражающих; благих намерений недостаточно, чтобы гарантировать хорошую драму». Как пишет критик, «по ходу действия фильм всё более погружается в болото, а концовка выглядит сентиментальной и явно фальшивой».
По мнению Хэла Эриксона, «этот практически бессюжетный фильм держится на игре Рэя Милланда и точной режиссуре опытного режиссёра Флетчера Маркла». Майкл Кини также отметил, что «сильная игра Милланда, ранее завоевавшего „Оскар“ за роль спивающегося алкоголика в фильме „Потерянный уикэнд“ (1945), очень помогает плаксивому сюжету фильма». Как написал Фрэнк Миллер, «хотя этот фильм и не получил ни одного „Оскара“ и даже не приблизился к кассовым сборам, достигнутым в 1945 году фильмом „Потерянный уик-энд“, он тем не менее продемонстрировал тот тип реалистичной социальной драмы, которую главный продюсер студии Дор Шари старался привнести в Metro-Goldwyn-Mayer в попытке приспособиться к меняющимся временам».

## Оценка актёрской игры
Босли Краузер высоко оценил актёрскую игру в фильме. По его словам, мистеру Милланду удается «достойно подать свою роль, и спасти этим тему фильма». Что касается других актёров, то «Джон Ходяк спокоен и компетентен в роли его несколько сбитого с толку друга, а Нэнси Дэвис прекрасно справляется с ролью невесты, которая сама овдовела и познала горе одиночества».
По словам Батлера, «фильм благословлён превосходной игрой Рэя Милланда, чья безупречная работа удерживает фильм на плаву, даже когда тот уже готов утонуть в сентиментальности». Хотя Милланд «пребывает на той же территории, которую разрабатывал в „Потерянном уикэнде“», он «не довольствуется повторением своей выдающейся игры, а находит новые возможности и свежие нюансы, чтобы оживить своего персонажа». Остальной актёрский состав, по мнению Батлера, «очень хорош, хотя и немного мягче, чем хотелось бы. Но Милланд при чуткой режиссёре Флетчера Маркла восполняет недостаток у них искры».